# Кицевка
Кицевка (укр. Кицівка) — село, 
Печенежский поселковый совет,
Печенежский район,
Харьковская область,
Украина.
Код КОАТУУ — 6324655101. Население по переписи 2001 года составляет 337 (174/163 м/ж) человек.

## Географическое положение
Село Кицевка находится на восточном склоне Бабчанского яра, на левом берегу реки Большая Бабка, которая через 2 км впадает в реку Северский Донец.
Выше по течению на расстоянии в 5,5 км расположено село Пятницкое.
Через село проходит автомобильная дорога Т-2111.

## История
- 1708 — дата основания.[5]
- В 1940 году, перед ВОВ, в селе Кицевка, располагавшемся у устья реки Большая Бабка, было 99 дворов, два озера, ветряная мельница.[1]

## Объекты социальной сферы
- Фельдшерско-акушерский пункт.

## Достопримечательности
- Братская могила советских воинов и памятный знак воинам-односельчанам.
- Ботанический заказник местного значения «Кицевский».